# Crazy (Franka Batelić)
Crazy è un singolo della cantante croata Franka Batelić, pubblicato il 6 marzo 2018 su etichetta discografica Karpo Media.
Scritto da Batelić, il 13 febbraio 2018 Franka Batelić è stata selezionata internamente dall'ente HRT come rappresentante croata per l'Eurovision Song Contest con il brano Crazy. Il brano è stato presentato tramite video musicale e rappresenterà la Croazia all'Eurovision Song Contest 2018, a Lisbona, in Portogallo.
Il brano gareggerà nella prima semifinale dell'8 maggio 2018, competendo con altri 18 artisti per uno dei dieci posti nella finale del 12 maggio.

## Tracce
Download digitale
1. Crazy – 3:00
2. Crazy (Instrumental Version) – 3:00

## Classifiche
| Classifica (2018) | Posizione massima |
| ----------------- | ----------------- |
| Croazia           | 2                 |